# Dieu n'est pas un saint
Dieu n'est pas un saint est une peinture à l'huile sur toile du peintre belge surréaliste René Magritte, créée en 1935 ou 1936.

## Description
Dieu n'est pas un saint est une peinture surréaliste à l'huile, sur toile, au format vertical (77,2 × 43 cm), réalisée en 1935 ou 1936 par René Magritte, qui représente un oiseau gris, aux ailes déployées, perché sur une chaussure de femme.
Cette œuvre exposée au Musée Magritte à Bruxelles fait partie des collections des Musées royaux des Beaux-Arts de Belgique.

## Une peinture sous la peinture
En octobre 2017, dans le cadre du projet de recherche Magritte on practice mené en collaboration par les Musées royaux des Beaux-Arts de Belgique et le Centre européen d’archéométrie de l’Université de Liège, l'examen radiographique du tableau Dieu n’est pas un saint (1935/36) a permis de découvrir sous cette œuvre la dernière partie manquante du tableau La Pose enchantée, dont les deux premiers morceaux avaient été retrouvés en 2013, l'un au MoMa à New York sous Le Portrait, l'autre au Moderna Museet à Stockholm sous Le Modèle rouge, et le troisième en 2016 au musée du château de Norwich sous La Condition humaine (1935).